# Airspeed AS.6 Envoy
Airspeed AS.6 Envoy — двухмоторный транспортный самолёт, созданный компанией Airspeed в 1930-х годах.

## История
Самолёт был развитием модели AS.5  "Курьер" (Courier) и получил  название AS.6 "Инвой" (Envoy). Работа над проектом самолёта компания "Эйрспид" (Airspeed) начала конце 1933 года. Первый полёт опытного самолёта произошёл 26 июня 1934 года.
Самолёт в стандартной компоновке вмещал одного пилота и восемь пассажиров. Серийно самолёт выпускался с 1934 по 1939 годы в трёх вариантах.
Всего было построено 50 экземпляров.
В период проектирования самолёта фирма попала в тяжёлую финансовую ситуацию, связанную с низкими объёмами продаж при высоких затратах на развитие предприятия. От банкротства фирму спасли финансовые вливания нескольких акционеров. Прежняя фирма была ликвидирована и на её месте была основана "новая" фирма Airspeed Ltd, которая стала ассоциированным предприятием крупной судостроительной компании. Финансовое оздоровление позволило продолжить работы над скоростным пассажирским самолётом.

## Конструкция
Airspeed AS.6 Envoy — свободнонесущий низкоплан деревянной конструкции классической схемы с двумя поршневыми двигателями и убирающимся шасси.
Фюзеляж — полумонокок прямоугольного сечения, закруглённый сверху и снизу. Каркас фюзеляжа изготовлен из ели и усилен жёсткими диагональными балками. Обшивка фюзеляжа фанерная. Передняя часть фюзеляжа в районе кабины обшита трёхслойной фанерой. В районе закруглённых частей фюзеляжа обшивка полотняная.
В передней части кабины расположено место пилота. За ним шесть или восемь кресел для пассажиров.  При шестиместной компоновке в задней части расположен туалет. Входная дверь в кабину расположена по левому борту. В хвостовой части фюзеляжа находится багажный отсек, доступ к нему через люк по правому борту.
Крыло — двухлонжеронное трапециевидное в плане. Конструктивно крыло состоит из центроплана и двух отъёмных консолей. Центроплан составляет единое целое с фюзеляжем. Отъёмные консоли крепятся к центроплану стальными болтами. Каркас крыла деревянный. Силовой набор два лонжерона и 7 нервюр. Лонжероны коробчатой конструкции, материал ель. Нервюры балочного типа. Обшивка фанерная, на центроплане двухслойная. На самолётах третьей серии обшивка работающая. На самолётах первой и третьей серии между лонжеронами установлены жёсткие диагональные балки, на третьей серии они отсутствуют.
Механизация крыла — на самолётах первой серии установлены только элероны, на самолётах второй и третьей серии добавлены закрылки. Элероны имеют металлический каркас и полотняную обшивку. Закрылки на самолётах третьей серии щелевые пятисекционные, расположены на задней кромке крыла от элерона до фюзеляжа. Угол отклонения закрылков до 78 градусов.
Хвостовое оперение — однокилевое с со свободнонесущим стабилизатором. Каркас оперения деревянный обшивка полотно. Киль интегрирован с фюзеляжем, стабилизатор крепится к фюзеляжу передним лонжероном на шарнирах и имеет регулировку +/- 4 градуса. На киле установлен руль направления, на стабилизаторе руль высоты. Руль направления имеет роговую и весовую балансировку, рули высоты не балансируются.
Силовая установка — два поршневых двигателя воздушного охлаждения. Двигатели установлены в мотогондолах на передней кромке крыла. В различных версиях самолёта применялись разные двигатели мощностью от 200 до 350 л.с. Воздушный винт двухлопастный деревянный. Запас топлива 355 литров располагался в двух алюминиевых баках в центроплане. В консолях крыла могут устанавливаться дополнительные баки по 136 литров. Масляные баки расположены в передней кромке крыла. Запас масла 36,4 литра.
Шасси — двухопорное с хвостовым колесом, частично убираемое в гондолы двигателей. Стойки опор изготовлены из стальных труб. Опоры снабжены воздушно-масляной амортизацией ходом 23 см. База колёс 3,79 м.
Система управления — тросовая с помощью штурвала, управление рулём направления с помощью двух педалей.
Система отопления кабины и вытяжки электрическая.
На самолёте установлены приборы — указатель скорости, высотомер, указатели крена, компас, приборы контроля работы двигателей, индикатор уборки шасси.

## Производство
В серийное производство самолёт был запущен осенью 1934 года. В процессе производства самолёт выпускался в трёх вариантах.
Самолёты первой серии AS.6 Series I не имели закрылков (17 экземпляров). Было несколько вариантов, отличавшихся установкой различных типов двигателей.
Самолёты второй серии AS.6 Series II использовали разрезные закрылки по задней кромке каждой консоли крыла от элерона до корневой части, а также под центропланом (13 экземпляров). Была увеличена площадь стабилизатора.
Самолёты третьей серии AS.6 Series III имели ряд улучшений: новое крыло с работающей обшивкой и пятисекционными щелевыми закрылками; увеличена площадь хвостового оперения; доработан и усовершенствован ряд других узлов. Первый самолёт этой серии был построен в сентябре 1936 года.
В 1935 году Япония купила лицензию на серийное производство самолётов AS.6. Выпуск самолётов развернули на фирме Мицубиси. От оригинала японские самолёты отличались установкой собственных двигателей Gasuden Jimpu и наличием закрылков. Однако при первом испытательном полёте самолёт потерпел катастрофу. По результатам расследования  было принято решение оснащать серийные самолёты английскими двигателями AS Lynx или Wolseley Aries Mk.III и удалить закрылки. В такой конфигурации на заводе фирмы в Нагое было построено 10 самолётов. Эти машины носили название «Хинадзуру» ("Журавленок").

## Применение
Первый серийный самолёт с регистрационным индексом G-ACVH поднялся в воздух в октябре 1934 года и использовался в дальнейшем в качестве демонстрационного образца.
Второй самолёт, с звёздообразными двигателями Wolseley Aries III, был передан лорду Наффилду. Этот самолёт должен был участвовать в авиагонке на приз МакРобертсона (из Англии в Австралию), но получил повреждения и был снят с гонки.
Третьим самолётом стала специальная модификация с дополнительными баками (AS 8 Viceroy). Он также участвовала в той гонке и долетел до Афин, где также был снят с гонки из-за повреждений.
Ещё один Envoy, участвовавший в авиагонке на приз Шлезингера (до Йоханнесбурга) разбился, погибли два члена экипажа.
Первым эксплуатантом AS.6 Envoy стала британская авиакомпания, которая открыла линию Лондон — Эдинбург. Из зарубежных авиакомпаний самолёт эксплуатировался чехословацкой авиакомпанией ЧСА. 2 сентября 1936 года была открыта линия протяжённостью 2300 км Прага — Москва, названная «Русский экспресс».
Вскоре заказы на самолёты стали поступать со всего мира. Два самолёта были куплены австралийской авиакомпанией Ansett Airline. В Великобритании Envoy использовали North Eastern Airways и Olley Air Service. В Чехословакии Czech Airlines закупили в 1937 году четыре S.6 Envoy JC.
В мае 1937 года британский король Георг VI обновляет королевский борт с Havilland Dragon Rapide на Airspeed AS.6J Envoy III. Решающим в принятии этого решения стала хорошая устойчивость AS.6 и его низкая скорость захода на посадку — менее 100 км/ч. Королевский самолёт получил номер G-AEXX и был выкрашен красным и синим цветом.
Первоначально были планы использовать самолёты по прямому назначению — для коммерческой перевозки пассажиров и грузов. Однако после начала войны все самолёты были переданы Министерству Национальной обороны и коммерческие рейсы были отменены. Но техническое состояние AS.6 было далеко от идеального, нехватка запасных частей закономерно привела к выводу самолёта из эксплуатации.
Airspeed AS.6 Envoy также поступил на вооружение ВВС разных стран. ВВС Великобритании использовала несколько самолётов военной модификации. Envoy также использовали ВВС Испании, Японии, Южной Африки, Финляндии и Китая.
7 машин были заказаны для совместного использования ВВС ЮАР и South African Airways (три самолёта военной конфигурации и четыре гражданской). Эти машины обслуживали маршрут Йоханнесбург — Блумфонтейн — Порт-Элизабет, первый полёт состоялся 12 октября 1936 года. Команда из четырёх механиков могли за четыре часа превратить любую из этих гражданских моделей в лёгкий бомбардировщик или в разведывательный самолёт. В военной конфигурации экипаж состоял из четырёх человек: пилота, штурмана, радиста и бортстрелка.
В октябре 1936 года министерство авиации Великобритании заказало 136 самолётов Envoy для подготовки лётного состава. Эти доработанные самолёты получили внутреннее обозначение AS.10, а в ВВС они были названы Airspeed Oxford.
Во время гражданской войны в Испании республиканцы использовали 10 самолётов Envoy, а националисты имели две такие машины (одна из этих машин была республиканской, её экипаж перебежал на сторону националистов). Эти самолёты использовались как транспортные, разведчики и как лёгкие бомбардировщики.
Во время Второй мировой войны, Люфтваффе захватило несколько машин и использовала их в качестве учебно-тренировочных самолётов. Один самолёт был передан Финляндии 22 января 1942 года в качестве возмещения за случайно сбитый финский De Havilland Dragon Rapide. Этот самолёт использовался с 1942 по 1943 года. Ещё один самолёт использовался Словакией с 1941 по 1943 года.
Вторую Мировую войну пережили всего два самолёта. Один из них в 1946 году был продан в Швецию. Самолёт летал до июня 1955 года, пока не истек его сертификат лётной годности. Второй самолёт после войны получил гражданскую регистрацию и эксплуатировался в аэроклубе до 1950 года.
Самолёт Airspeed AS.6 Envoy был выпущен малой серией, однако машина оставила заметный след в истории авиации. Конструкторы доказали, что удачный скоростной самолёт можно создать и традиционные методы. Хотя самолёт был построен в основном из дерева, он получился прочным, долговечным и надёжным.

## Модификации
AS.6 Envoy I
двигатели A.R.9 (200 л.с. / 149 кВт). Построено 5.
AS.6A Envoy I
двигатели Armstrong Siddeley Lynx IVC (240 л.с. / 179 кВт). Построено 5.
AS.6D Envoy II
двигатели Wright R-760-E2 Whirlwind 7 (350 л.с. / 261 кВт), построено 8.
AS.6E Envoy III
двигатели Walter Castor (340 л.с. / 254 кВт). Построено 5.
AS.6G
двигатели Wolseley Scorpio I (250 л.с. / 186 кВт).
AS.6H Envoy
двигатели Wolseley Aries III (225 л.с. / 168 кВт). 1 built
AS.6J Envoy IIIсемиместный лёгкий транспортный самолёт, двигатели Armstrong Siddeley Cheetah IX (345 л.с. / 257 кВт). Построено 27.
AS.6JC Envoy
двигатели Armstrong Siddeley Cheetah IX (350 л.с. / 261 кВт). Построено 4.
AS.6JM Envoy
двигатели (261-kW) Armstrong Siddeley Cheetah IX (350 л.с. / 261 кВт). Построено 3.
AS.6K Envoy III
Построено 3.
AS.8 Viceroy
гоночная модификация на базе Envoy, Airspeed AS.8 Viceroy.
Airspeed LXM
Airspeed Envoy, закупленный ВВС Императорского флота Японии для испытаний
Mitsubishi Hinazuru
лицензионный выпуск компанией Mitsubishi, прототип с закрылками и двигателем Gasuden Jimpu, серийные без закрылок и с моторами Armstrong Siddeley Lynx или Wolseley Aries Mk.III. В период 1936-38 гг построено 11 самолётов.

## Тактико-технические характеристики (AS.6J Series III )
Источник данных: Airspeed Aircraft since 1931

Технические характеристики
- Экипаж: 1
- Длина: 10,53 м
- Размах крыла: 15,95 м
- Высота: 2,89 м
- Площадь крыла: 31,5 м²
- Масса пустого: 1 840 кг
- Нормальная взлётная масса: 2 858 кг
- Силовая установка: 2 × радиальный Armstrong Siddeley Cheetah IX
- Мощность двигателей: 2 × 345 л.с. (2 × 257 кВт)

Лётные характеристики
- Максимальная скорость: 340 км/ч
- Крейсерская скорость: 309 км/ч
- Практическая дальность: 1 050 км, на 62,5% мощности и высоте 3 050 м (10 000 футов)
- Практический потолок: 6 900 м
- Скороподъёмность: (3050 м / 10000 фт за 8 мин.)
- Нагрузка на крыло: 91 кг/м²
- Тяговооружённость: 180 Вт/кг

## Эксплуатанты
Великобритания
- King’s Flight: AS.6J Envoy III (G-AEXX), с началом войны звено расформировано, самолёт передан в ВВС.
- North Eastern Airways[4]
- Olley Air Service
- Private Charter Ltd (G-AHAC, послевоенный период)
- ВВС Великобритании: 24-я эскадрилья[5].
- ВВС Флота Великобритании (Fleet Air Arm) (до мая 1939 года часть ВВС)[6]: 781-я эскадрилья (P5529)

 Австралия
- Ansett Airlines

 Южно-Африканский Союз
- South African Airways: 4 самолёта. В 1939 году реквизированы, служили в звене авиаразведки, в 1940 году выполняли полёты над Эфиопией и Сомали.
- ВВС ЮАС: 3 самолёта

 Чехословакия
- ČSA: 4 самолёта (OK-BAL — OK-BAO), 1935-39 гг. первый самолёт с убирающимся шасси во флоте ČSA; обслуживали линию Прага-Москва.

 Япония
- Japan Air Transport (Nihon Koku Yuso KK, NKYKK): 5 самолётов AS.6A Envoy I из 6 закупленных в Великобритании, ещё один испытывался Флотом как Airspeed LXM.
- Imperial Japan Airways (Dai Nippon Koku KK, DNKKK)

 Маньчжоу-го
- Manchukuo National Airways

 Вторая Испанская Республика
- LAPE в том числе последние 4 самолёта Air Pyrénées, переданные через SFTA (в частности, №32 EC-AGE)
- ВВС Испанской Республики из состава компании LAPE

 Франкистская Испания
- ВВС франкистов: два AS.6, включая один перелетевший к мятежникам.
- ВВС Испании

 Германия
- Люфтваффе (единичные экземпляры из захваченных чехословацких)[7]

 Финляндия
- ВВС Финляндии: единственный самолёт (EV-1, с/н 47, ранее OK-BAL, CM+SA) получен 22.01.1942 от Германии в качестве компенсации за сбитый DH Dragon Rapide. Служил в T-LeLv 17 в 1942/43 гг; разбился 31.07.43.

 Независимое государство Хорватия
- ВВС НГХ: 2 самолёта.

 Словакия
- (OK-DOA, ранее OK-VIT, 1941-43 гг.)

 Швеция
- 1 самолёт. Эксплуатировался до 1955 года.

## Аварии и катастрофы
- Пилотируемый Чарльзом Ульмом самолёт VH-UXY, пропал в декабре 1934 во время попытки совершить перелёт через Тихий океан по маршруту Окленд — Гонолулу.[8] Для выполнения этого полёта внутри салона был установлен дополнительный бак.[9][8]
- Ещё один Envoy, модифицированный для участия в гонках на приз Шлезингера, был разбит в октябре 1936 года в Северной Родезии, погиб пилот Максвелл Финдли.[10][11]
- Первый прототип самолёта (G-ADBB), проданный в сентябре 1936 года испанским мятежникам за 6000 фунтов (6 банкнот Банка Англии по 1000 фунтов) применялся как VIP-транспорт. 3 июня 1937 года он врезался в гору, погибли все находившиеся на борту, включая генерала Эмилио Молу[10][12].